# Tryphoema bocqueti
Tryphoema bocqueti är en kräftdjursart som först beskrevs av Albert Monard 1953. Enligt Catalogue of Life ingår Tryphoema bocqueti i släktet Tryphoema och familjen Rhizothricidae, men enligt Dyntaxa är tillhörigheten istället släktet Tryphoema och familjen Rhizothrichidae. Arten är reproducerande i Sverige. Inga underarter finns listade i Catalogue of Life.